# جوایز گلوب ساکر
جوایز گلوب ساکر، جوایز فوتبالی هستند که توسط اتحادیه کارگزاران فوتبال اروپا (EFAA) سازماندهی و توسط سازمان گلوب ساکر اجرا می‌شوند. مراسم اهدای جوایز در شهر دبی در امارات متحده عربی برگزار می شود که نمایندگان اصلی دنیای فوتبال (فیفا و یوفا)، لیگ برتر امارات متحده عربی، باشگاه های بزرگ جهان و مدیران آن‌ها برای تشویق به تبادل نظر در مورد دنیای فوتبال به عنوان یک هدف اصلی در کنار مسائل مربوط به نقل و انتقالات و بازار فوتبال گرد هم می‌آورد.
اولین جلسه در سال ۲۰۰۹ برگزار شد اما نخستین جوایز تا سال ۲۰۱۰ اهدا نشد و ۳ جایزه اهدا شد. در سال ۲۰۱۱ تعداد جوایز و دسته ها افزایش و به ۶ عدد رسید. در سال ۲۰۱۲، تعداد بیشتری را ارائه شد و به ۱۰ دسته مربوط به فوتبال رسید.
این جایزه گاهی اوقات به صورت عامیانه به عنوان دبی دور شناخته می شود.
در دسامبر ۲۰۱۷، شرکت بریتانیایی اینترنشنال سیلوا اینوستمنتز اعلام کرد که اکثریت سهام گلوب ساکر را به دست آورده‌است.

## برندگان

### ۲۰۱۰
- در دسامبر ۲۰۱۰، در طول بسته شدن گالا، شب آئودی فوتبال، برندگان جوایز گلوب ساکر اعلام شدند:[۱۴]

| جایزه                           | برنده               | تیم            |
| ------------------------------- | ------------------- | -------------- |
| بهترین مدیربرنامه سال           | خورخه مندس          | —              |
| بهترین مدیر سال                 | میگل آنخل خیل مارین | اتلتیکو مادرید |
| جایزه یک عمر بهترین مدیر باشگاه | آدریانو گالیانی     | میلان          |

### ۲۰۱۱
- در دسامبر ۲۰۱۱، شش جایزه در دبی در بخش‌های مختلف اعطا شد:[۱۵]

| جایزه                           | برنده             | تیم         |
| ------------------------------- | ----------------- | ----------- |
| بهترین بازیکن سال               | کریستیانو رونالدو | رئال مادرید |
| بهترین جذابیت رسانه‌ای در فوتبال | کریستیانو رونالدو | رئال مادرید |
| بهترین باشگاه سال               | بارسلونا          | —           |
| جایزه یک عمر به عنوان فوتبالیست | آلساندرو دل‌پیرو   | یوونتوس     |
| بهترین مدیربرنامه سال           | خورخه مندس        | —           |
| جایزه یک عمر دستاورد            | پینتو دا کوستا    | —           |

### ۲۰۱۲
- در دسامبر ۲۰۱۲، ده جایزه در دبی در بخش‌های مختلف اعطا شد:[۱۶]

| جایزه                            | برنده          | تیم            |
| -------------------------------- | -------------- | -------------- |
| بهترین بازیکن سال                | رادامل فالکائو | اتلتیکو مادرید |
| بهترین باشگاه سال                | اتلتیکو مادرید | —              |
| جایزه یک عمر به عنوان فوتبالیست  | اریک آبیدال    | بارسلونا       |
| بهترین بازیکن قرن بیستم          | دیگو مارادونا  | —              |
| بهترین مدیربرنامه سال            | خورخه مندس     | —              |
| جایزه یک عمر به عنوان مدیربرنامه | راب یانسن      | —              |
| بهترین سرمربی سال                | ژوزه مورینیو   | رئال مادرید    |
| بهترین گلزن امارات متحده عربی    | حسن محمد       | دبی            |
| بهترین جذابیت رسانه‌ای در فوتبال  | ژوزه مورینیو   | رئال مادرید    |
| جایزه یک عمر دستاورد             | میشل پلاتینی   | —              |

### ۲۰۱۳
- در دسامبر ۲۰۱۳، یازده جایزه در دبی در بخش‌های مختلف اعطا شد:[۱۷]

| جایزه                            | برنده             | تیم               |
| -------------------------------- | ----------------- | ----------------- |
| بهترین بازیکن سال                | فرانک ریبری       | بایرن مونیخ       |
| بهترین مدیربرنامه سال            | خورخه مندس        | —                 |
| جایزه یک عمر به عنوان مدیربرنامه | جیووانی برانچینی  | —                 |
| جایزه یک عمر به عنوان فوتبالیست  | دکو               | —                 |
| بهترین سرمربی سال                | آنتونیو کونته     | یوونتوس           |
| جایزه یک عمر به عنوان سرمربی     | پپ گواردیولا      | بایرن مونیخ       |
| بهترین جذابیت رسانه‌ای در فوتبال  | پپ گواردیولا      | بایرن مونیخ       |
| بهترین باشگاه سال                | بایرن مونیخ       | —                 |
| جایزه یک عمر به عنوان فوتبالیست  | ژاوی هرناندز      | —                 |
| بهترین سرمربی منطقه خلیج فارس    | مهدی علی          | امارات متحده عربی |
| بازیکن موردعلاقه هواداران        | کریستیانو رونالدو | رئال مادرید       |

### ۲۰۱۴
- در دسامبر ۲۰۱۴، یازده جایزه در دبی در بخش‌های مختلف اعطا شد:[۱۸]

1. بهترین بازیکن سال –  کریستیانو رونالدو (رئال مادرید)
2. بهترین مربی سال –  کارلو آنچلوتی (رئال مادرید)
3. بهترین باشگاه سال –  رئال مادرید
4. بهترین داور سال –  نیکولا ریتزولی
5. بهترین رئیس سال –  فلورنتینو پرز (رئال مادرید)
6. بهترین نماینده سال –  خورخه مندس
7. بهترین بازیکن غیرمنتظره سال –  خامس رودریگز (رئال مادرید)
8. بزرگترین جذابیت رسانه‌ای در فوتبال سال –  کارلو آنچلوتی (رئال مادرید)
9. بازیکن محبوب هواداران مارکا سال –  کریستیانو رونالدو (رئال مادرید)
10. جایزه بازیکن حرفه‌ای سال –  فیلیپو اینزاگی
11. بهترین مجری رسانه‌ای سال –  ریکاردو سیلوا
12. بهترین بازیکن عرب سال –  مهدی بن‌عطیه

### ۲۰۱۵
- در دسامبر ۲۰۱۵، دوازده جایزه در دبی در بخش‌های مختلف اعطا شد:[۱۹]

1. بهترین بازیکن سال –  لیونل مسی (بارسلونا)
2. بهترین مربی سال –  مارک ویلموتس (بلژیک)
3. بهترین باشگاه سال –  بارسلونا
4. بهترین داور سال –  روشن ایرماتوف
5. بهترین رئیس سال –  جوزپ ماریا بارتومئو (بارسلونا)
6. بهترین نماینده سال –  خورخه مندس
7. بهترین آکادمی سال –  بنفیکا
8. بزرگترین جذابیت رسانه‌ای در فوتبال سال –  بارسلونا
9. جایزه بازیکن حرفه‌ای سال –  آندره‌آ پیرلو
10. جایزه بازیکن حرفه‌ای سال –  فرانک لمپارد
11. بهترین مجری رسانه‌ای سال –  خاویر بورداس
12. بهترین بازیکن در خلیج فارس سال –  یاسر الشهرانی (الهلال)

### ۲۰۱۶
- در دسامبر ۲۰۱۶، پانزده جایزه در دبی در بخش‌های مختلف اعطا شد:[۲۰]

1. بهترین بازیکن سال –  کریستیانو رونالدو (رئال مادرید)
2. بهترین مربی سال –  فرناندو سانتوس (پرتغال)
3. بهترین باشگاه سال –  رئال مادرید
4. بهترین داور سال –  مارک کلاتنبورگ
5. بهترین رئیس سال –  فلورنتینو پرز (رئال مادرید)
6. بهترین نماینده سال –  مینو رایولا
7. جایزه حسن نیت سال –  کریستیانو رونالدو
8. بهترین بازیکن در خلیج فارس سال –  عمر عبدالرحمان (العین)
9. بهترین باشگاه در خلیج فارس سال –  الهلال
10. بهترین بازیکن عرب سال –  محمد صلاح
11. بهترین بازیکن چینی سال –  ژنگ ژی (گوانگ‌ژو اورگراند)
12. جایزه بازیکن حرفه‌ای سال –  خاویر زانتی
13. جایزه بازیکن حرفه‌ای سال –  ساموئل اتوئو
14. جایزه ویژه سال –  اونای امری
15. بهترین آژانس رسانه‌ای ورزشی سال – ام‌پی و سیلوا

### ۲۰۱۷
- در دسامبر ۲۰۱۷، چهارده جایزه در دبی در بخش‌های مختلف اعطا شد:[۲۱]

1. بهترین بازیکن سال –  کریستیانو رونالدو (رئال مادرید)
2. بهترین مربی سال –  زین‌الدین زیدان (رئال مادرید)
3. بهترین باشگاه سال –  رئال مادرید
4. بهترین لیگ سال –  لا لیگا
5. بهترین داور سال –  فلیکس بریچ
6. بهترین نماینده سال –  خورخه مندس
7. بهترین مدیر اجرایی فوتبال سال –  وادیم واسیلیف (موناکو)
8. جایزه کسب و کار ورزشی سال –  فران سوریانو
9. جایزه ویژه استاد مربی سال –  دیگو سیمئونه (اتلتیکو مادرید)
10. جایزه بازیکن حرفه‌ای سال –  فرانچسکو توتی
11. جایزه بازیکن حرفه‌ای سال –  کارلس پویول
12. جایزه مربی حرفه‌ای سال –  مارچلو لیپی
13. بهترین مربی تیم ملی عرب سال –  هکتور کوپر (مصر)
14. بهترین تیم ملی عرب سال –  عربستان

### ۲۰۱۸
- در ژانویه ۲۰۱۹، سیزده جایزه در دبی در بخش‌های مختلف اعطا شد:[۲۲]

1. بهترین بازیکن سال –  کریستیانو رونالدو (رئال مادرید، یوونتوس)
2. بهترین مربی سال –  دیدیه دشان (فرانسه)
3. بهترین باشگاه سال –  اتلتیکو مادرید
4. بهترین دروازه‌بان سال –  الیسون (رم، لیورپول)
5. بهترین مدیر ورزشی سال –  فابیو پاراتیچی (یوونتوس)
6. بهترین نماینده سال –  خورخه مندس
7. جایزه هواداران گلوب ساکر ۴۳۳ سال –  کریستیانو رونالدو (رئال مادرید، یوونتوس)
8. جایزه حرفه‌ای ویژه سال –  زوونیمیر بوبان
9. جایزه بازیکن حرفه‌ای سال –  رونالدو
10. جایزه بازیکن حرفه‌ای سال –  بلز ماتویدی
11. جایزه مربی حرفه‌ای سال –  فابیو کاپلو
12. جایزه عرب حرفه‌ای سال –  سامی الجابر
13. بهترین داور عرب سال –  محمد عبدالله

### ۲۰۱۹
- در دسامبر ۲۰۱۹، شانزده جایزه در دبی در بخش‌های مختلف اعطا شد:

1. بهترین بازیکن سال –  کریستیانو رونالدو (یوونتوس)
2. بهترین مربی سال –  یورگن کلوپ (لیورپول)
3. بهترین باشگاه سال –  لیورپول
4. بهترین دروازه‌بان سال –  الیسون (لیورپول)
5. بهترین بازیکن زن سال –  لوسی برنز (لیون)
6. بهترین داور سال –  استفانی فراپارت
7. بهترین مدیر ورزشی سال –  آندره‌آ برتا (اتلتیکو مادرید)
8. بهترین نماینده سال –  خورخه مندس
9. بهترین آکادمی سال –  آژاکس و  بنفیکا
10. بهترین بازیکن غیرمنتظره سال –  ژوآو فلیکس (بنفیکا، اتلتیکو مادرید)
11. بهترین همکاری سال توسط تجارت ورزشی –  منچستر سیتی و ساپ
12. جایزه بازیکن حرفه‌ای سال –  رایان گیگز
13. جایزه بازیکن حرفه‌ای سال –  میرالم پیانیچ
14. بهترین بازیکن عرب سال –  عبدالرزاق حمدالله (النصر)
15. بهترین بازیکن جوان عرب سال –  اشرف حکیمی (دورتموند)
16. بهترین باشگاه عرب سال –  الهلال

### ۲۰۲۰
- در دسامبر ۲۰۲۰، ده جایزه در دبی در بخش‌های مختلف اعطا شد:

1. بهترین بازیکن قرن ۲۰۰۱–۲۰۲۰ –  کریستیانو رونالدو (یوونتوس)
2. بهترین بازیکن سال –  روبرت لواندوفسکی (بایرن مونیخ)
3. جایزه بازیکن حرفه ای سال –  ایکر کاسیاس
4. جایزه بازیکن حرفه ای سال –  جرارد پیکه (بارسلونا)
5. بهترین مربی قرن ۲۰۰۱–۲۰۲۰ –  پپ گواردیولا (منچسترسیتی)
6. بهترین مربی سال –  هانس دیتر فلیک (بایرن مونیخ)
7. بهترین باشگاه قرن ۲۰۰۱–۲۰۲۰ –  رئال مادرید
8. بهترین باشگاه سال –  بایرن مونیخ
9. برترین تیم در خاورمیانه –  الاهلی
10. بهترین نماینده قرن ۲۰۰۱–۲۰۲۰ –  خورخه مندس

### ۲۰۲۱
- در دسامبر ۲۰۲۱، ۱۷ جایزه در دبی در بخش‌های مختلف اعطا شد:

| جایزه                               | برنده              | تیم                    |
| ----------------------------------- | ------------------ | ---------------------- |
| بهترین گلزن تاریخ                   | کریستیانو رونالدو  | یوونتوس منچستر یونایتد |
| جایزه مارادونا برای بهترین گلزن سال | روبرت لواندوفسکی   | بایرن مونیخ            |
| بازیکن سال طرفداران تیک‌تاک          | روبرت لواندوفسکی   | بایرن مونیخ            |
| بهترین مربی سال                     | روبرتو مانچینی     | ایتالیا                |
| بهترین مدافع سال                    | لئوناردو بونوچی    | یوونتوس                |
| بهترین دروازه‌بان سال                | جانلوئیجی دوناروما | میلان پاری سن ژرمن     |
| بهترین بازیکن مردان سال             | کیلیان امباپه      | پاری سن ژرمن           |
| بهترین بازیکن زنان سال              | الکسیا پوتیاس      | بارسلونا               |
| جایزه یک عمر به عنوان فوتبالیست     | رونالدینیو         | —                      |
| بهترین باشگاه مردان سال             | چلسی               | —                      |
| بهترین باشگاه زنان سال              | بارسلونا           | —                      |
| بهترین آکادمی جوانان در آفریقا      | ZED FC             | —                      |
| بهترین مدیر برنامه سال              | فدریکو پاستورلو    | —                      |
| جایزه نوآوری ویژه                   | سری آ              | —                      |
| بهترین بازیکن ورزش‌های الکترونیک سال | Msdossary7         | —                      |
| بهترین مدیر ورزشی سال               | تکسیکی بگیریستین   | منچستر سیتی            |
| بهترین تیم ملی سال                  | ایتالیا            | —                      |

### ۲۰۲۲
- در ۱۷ نوامبر ۲۰۲۲، ۱۷ جایزه در دبی در بخش‌های مختلف اعطا شد:

| جایزه                             | برنده                        | تیم         |
| --------------------------------- | ---------------------------- | ----------- |
| بهترین بازیکن مردان سال           | کریم بنزما                   | رئال مادرید |
| بازیکن سال طرفداران تیک‌تاک        | محمد صلاح                    | لیورپول     |
| بهترین بازیکن زنان سال            | الکسیا پوتیاس                | بارسلونا    |
| بهترین مدافع تاریخ                | سرخیو راموس                  | —           |
| جایزه یک عمر به عنوان مدیر اجرایی | آدریانو گالیانی              | —           |
| جایزه یک عمر به عنوان سرمربی      | اونای امری                   | —           |
| بهترین تیم جوانان سال             | جوانان بنفیکا                | —           |
| بهترین انتقال سال                 | ارلینگ هالند                 | منچستر سیتی |
| بهترین استعدادیاب سال             | خونی کالافات                 | رئال مادرید |
| بهترین مدیر ورزشی سال             | پائولو مالدینی فردریک ماسارا | میلان       |
| بهترین رئیس باشگاه سال            | فلورنتینو پرز                | رئال مادرید |
| بهترین سرمربی سال                 | کارلو آنچلوتی                | رئال مادرید |
| بهترین باشگاه زنان سال            | لیون                         | —           |
| بهترین باشگاه مردان سال           | رئال مادرید                  | —           |
| بهترین پدیده نوظهور سال           | ویکتور اوسیمهن               | ناپولی      |
| بهترین مدیر برنامه سال            | خورخه مندس                   | —           |
| جایزه خارج از زمین بازی سی‌ان‌ان    | دیدیه دروگبا                 | —           |
| بهترین مدیر اجرایی سال            | خوزه آنخل سانچز              | رئال مادرید |
| جایزه یک عمر به عنوان مدیربرنامه  | رنه راموس                    | —           |
| جایزه یک عمر به عنوان فوتبالیست   | وین رونی                     | —           |
| جایزه یک عمر به عنوان فوتبالیست   | زلاتان ابراهیموویچ           | —           |
| جایزه یک عمر به عنوان فوتبالیست   | روماریو                      | —           |

برندگان جوایز دیجیتال

برندگان جوایز دیجیتال در سال ۲۰۲۲ عبارت بودند از:
| جایزه                                                     | برنده       |
| --------------------------------------------------------- | ----------- |
| بهترین سازنده محتوای فوتبال در یوتیوب                     | Zabalive    |
| بهترین بازیکن فوتبال الکترونیکی                           | Tuga810     |
| بهترین اینفلوئنسر سازنده محتوای فوتبال در شبکه‌های اجتماعی | خابی لیم    |
| بهترین سازنده محتوای فوتبال در تیک‌تاک                     | Alnoufali_7 |

### ۲۰۲۳
- در ۱۹ ژانویه ۲۰۲۴، ۱۸ جایزه مربوط به سال ۲۰۲۳ در دبی در بخش‌های مختلف اعطا شد:

| جایزه                               | برنده              | تیم                  |
| ----------------------------------- | ------------------ | -------------------- |
| بهترین بازیکن مردان سال             | ارلینگ هالند       | منچستر سیتی          |
| بازیکن سال موردعلاقه هواداران       | کریستیانو رونالدو  | النصر                |
| بهترین بازیکن زنان سال              | آیتانا بونماتی     | بارسلونا             |
| بهترین باشگاه مردان سال             | منچستر سیتی        | —                    |
| بهترین سرمربی سال                   | پپ گواردیولا       | منچستر سیتی          |
| بهترین رئیس                         | خلدون المبارک      | منچستر سیتی          |
| بهترین باشگاه زنان سال              | بارسلونا           | —                    |
| بهترین بازیکن خاورمیانه             | کریستیانو رونالدو  | النصر                |
| بازیکن جوان قدرتمندِ نوظهور          | جود بلینگام        | دورتموند رئال مادرید |
| بهترین هافبک سال                    | رودری              | منچستر سیتی          |
| بهترین دروازه‌بان سال                | ادرسون             | منچستر سیتی          |
| جایزه یک عمر به عنوان فوتبالیست     | کاسمیرو            | منچستر یونایتد       |
| جایزه مارادونا برای بهترین گلزن سال | کریستیانو رونالدو  | النصر                |
| بهترین مدیربرنامه سال               | خورخه مندس         | —                    |
| جایزه یک عمر به عنوان فوتبالیست     | جان تری            | —                    |
| بهترین مدیر ورزشی                   | کریستیانو گیونتولی | ناپولی یوونتوس       |
| جایزه یک عمر به عنوان سرمربی        | لیونل اسکالونی     | آرژانتین             |
| بهترین باشگاه خاورمیانه             | الاهلی             | —                    |

برندگان جوایز دیجیتال

برندگان جوایز دیجیتال در سال ۲۰۲۳ عبارت بودند از:
| جایزه                               | برنده              |
| ----------------------------------- | ------------------ |
| بهترین سازنده ویدیو                 | Asgari_freestyle   |
| بهترین بازیکن ورزش‌های الکترونیک سال | Msdossary7         |
| بهترین خبرنگار دیجیتال              | فابریتزیو رومانو   |
| بهترین اینفلوئنسر رسانه‌های اجتماعی  | Alnoufali_7        |
| بهترین محتوا از یک بازیکن – سری آ   | رافائل لیائو       |
| بهترین محتوای دیجیتال – سری آ       | رم                 |
| بهترین شرکت رسانه‌ای خاورمیانه       | شرکت رسانه‌ای سعودی |
| بهترین آکادمی خاورمیانه             | ZED FC             |

### ۲۰۲۴ – نسخه اروپا
- در ۲۹ مه ۲۰۲۴، ۱۴ جایزه مربوط به سال ۲۰۲۴ در بخش‌های مختلف در ساردینیا در اولین دوره نسخه اروپایی اعطا شد:

| جایزه                           | برنده           | تیم          |
| ------------------------------- | --------------- | ------------ |
| بهترین بازیکن مردان سال         | کیلیان امباپه   | پاری سن ژرمن |
| بهترین باشگاه مردان سال         | منچستر سیتی     | —            |
| بهترین باشگاه زنان سال          | بارسلونا        | —            |
| بهترین سرمربی سال               | ژابی آلونسو     | بایر لورکوزن |
| جایزه یک عمر به عنوان سرمربی    | لوچانو اسپالتی  | ایتالیا      |
| جایزه یک عمر به عنوان بازیکن    | جانلوئیجی بوفون | —            |
| بهترین سرمربی لیگ برتر انگلستان | میکل آرتتا      | آرسنال       |

## جایزه بهترین بازیکن سال
- ۲۰۱۰ – اهدا نشد
- ۲۰۱۱ –  کریستیانو رونالدو (رئال مادرید)
- ۲۰۱۲ –  رادامل فالکائو (اتلتیکو مادرید)
- ۲۰۱۳ –  فرانک ریبری (بایرن مونیخ)
- ۲۰۱۴ –  کریستیانو رونالدو (رئال مادرید) (۲)
- ۲۰۱۵ –  لیونل مسی (بارسلونا)
- ۲۰۱۶ –  کریستیانو رونالدو (رئال مادرید) (۳)
- ۲۰۱۷ –  کریستیانو رونالدو (رئال مادرید) (۴)
- ۲۰۱۸ –  کریستیانو رونالدو (رئال مادرید) (۵)
- ۲۰۱۹ –  کریستیانو رونالدو (یوونتوس) (۶)
- ۲۰۲۰ –  روبرت لواندوفسکی (بایرن مونیخ)
- ۲۰۲۱ –  کیلیان امباپه (پاری سن ژرمن)
- ۲۰۲۲ –  کریم بنزما (رئال مادرید)
- ۲۰۲۳ –  ارلینگ هالند (منچستر سیتی)
- ۲۰۲۴ (اروپا) –  کیلیان امباپه (پاری سن ژرمن) (۲)
- ۲۰۲۴ –  وینیسیوس جونیور (رئال مادرید)

### برندگان بر پایهٔ بازیکن
| رتبه | بازیکن            | بردها |
| ---- | ----------------- | ----- |
| ۱    | کریستیانو رونالدو | ۶     |
| ۲    | کیلیان امباپه     | ۲     |
| ۳    | رادامل فالکائو    | ۱     |
| ۳    | لیونل مسی         | ۱     |
| ۳    | فرانک ریبری       | ۱     |
| ۳    | روبرت لواندوفسکی  | ۱     |
| ۳    | کریم بنزما        | ۱     |
| ۳    | ارلینگ هالند      | ۱     |
| ۳    | وینیسیوس جونیور   | ۱     |

### برندگان بر پایهٔ کشور
| رتبه | کشور     | بازیکنان | بردها |
| ---- | -------- | -------- | ----- |
| ۱    | پرتغال   | ۱        | ۶     |
| ۲    | فرانسه   | ۳        | ۴     |
| ۳    | آرژانتین | ۱        | ۱     |
| ۳    | کلمبیا   | ۱        | ۱     |
| ۳    | لهستان   | ۱        | ۱     |
| ۳    | نروژ     | ۱        | ۱     |
| ۳    | برزیل    | ۱        | ۱     |

### برندگان بر پایهٔ باشگاه
| رتبه | باشگاه         | بازیکنان | بردها |
| ---- | -------------- | -------- | ----- |
| ۱    | رئال مادرید    | ۳        | ۷     |
| ۲    | بایرن مونیخ    | ۲        | ۲     |
| ۲    | پاری سن ژرمن   | ۱        | ۲     |
| ۳    | اتلتیکو مادرید | ۱        | ۱     |
| ۳    | بارسلونا       | ۱        | ۱     |
| ۳    | منچستر سیتی    | ۱        | ۱     |

## جایزه بهترین هافبک سال
- ۲۰۱۰ – اهدا نشد
- ۲۰۱۱ – اهدا نشد
- ۲۰۱۲ – اهدا نشد
- ۲۰۱۳ – اهدا نشد
- ۲۰۱۴ – اهدا نشد
- ۲۰۱۵ – اهدا نشد
- ۲۰۱۶ – اهدا نشد
- ۲۰۱۷ – اهدا نشد
- ۲۰۱۸ – اهدا نشد
- ۲۰۱۹ – اهدا نشد
- ۲۰۲۰ – اهدا نشد
- ۲۰۲۱ – اهدا نشد
- ۲۰۲۲ – اهدا نشد
- ۲۰۲۳ –  رودری (منچستر سیتی)
- ۲۰۲۴ (اروپا) – اهدا نشد
- ۲۰۲۴ –  جود بلینگام (رئال مادرید)

### برندگان بر پایهٔ بازیکن
| رتبه | بازیکن      | بردها |
| ---- | ----------- | ----- |
| ۱    | رودری       | ۱     |
| ۱    | جود بلینگام | ۱     |

### برندگان بر پایهٔ کشور
| رتبه | کشور     | بازیکنان | بردها |
| ---- | -------- | -------- | ----- |
| ۱    | اسپانیا  | ۱        | ۱     |
| ۱    | انگلستان | ۱        | ۱     |

### برندگان بر پایهٔ باشگاه
| رتبه | باشگاه      | بازیکنان | بردها |
| ---- | ----------- | -------- | ----- |
| ۱    | منچستر سیتی | ۱        | ۱     |
| ۱    | رئال مادرید | ۱        | ۱     |

## جایزه بهترین مربی سال
- ۲۰۱۰ – اهدا نشد
- ۲۰۱۱ – اهدا نشد
- ۲۰۱۲ –  ژوزه مورینیو (رئال مادرید)
- ۲۰۱۳ –  آنتونیو کونته (یوونتوس)
- ۲۰۱۴ –  کارلو آنچلوتی (رئال مادرید)
- ۲۰۱۵ –  مارک ویلموتس (بلژیک)
- ۲۰۱۶ –  فرناندو سانتوس (پرتغال)
- ۲۰۱۷ –  زین‌الدین زیدان (رئال مادرید)
- ۲۰۱۸ –  دیدیه دشان (فرانسه)
- ۲۰۱۹ –  یورگن کلوپ (لیورپول)
- ۲۰۲۰ –  هانس دیتر فلیک (بایرن مونیخ)
- ۲۰۲۱ –  روبرتو مانچینی (ایتالیا)
- ۲۰۲۲ –  کارلو آنچلوتی (رئال مادرید) (۲)
- ۲۰۲۳ –  پپ گواردیولا (منچستر سیتی)
- ۲۰۲۴ (اروپا) –  ژابی آلونسو (بایر لورکوزن)
- ۲۰۲۴ –  کارلو آنچلوتی (رئال مادرید) (۳)

### برندگان بر پایهٔ مربی
| رتبه | مربی           | بردها |
| ---- | -------------- | ----- |
| ۱    | کارلو آنچلوتی  | ۳     |
| ۲    | ژوزه مورینیو   | ۱     |
| ۲    | آنتونیو کونته  | ۱     |
| ۲    | مارک ویلموتس   | ۱     |
| ۲    | فرناندو سانتوس | ۱     |
| ۲    | زین‌الدین زیدان | ۱     |
| ۲    | دیدیه دشان     | ۱     |
| ۲    | یورگن کلوپ     | ۱     |
| ۲    | هانزی فلیک     | ۱     |
| ۲    | روبرتو مانچینی | ۱     |
| ۲    | پپ گواردیولا   | ۱     |
| ۲    | ژابی آلونسو    | ۱     |

### برندگان بر پایهٔ کشور
| رتبه | کشور    | مربیان | بردها |
| ---- | ------- | ------ | ----- |
| ۱    | ایتالیا | ۳      | ۵     |
| ۲    | پرتغال  | ۲      | ۲     |
| ۲    | اسپانیا | ۲      | ۲     |
| ۲    | فرانسه  | ۲      | ۲     |
| ۲    | آلمان   | ۲      | ۲     |
| ۳    | بلژیک   | ۱      | ۱     |

### برندگان بر پایهٔ تیم
| رتبه | تیم          | مربیان | بردها |
| ---- | ------------ | ------ | ----- |
| ۱    | رئال مادرید  | ۳      | ۵     |
| ۲    | یوونتوس      | ۱      | ۱     |
| ۲    | لیورپول      | ۱      | ۱     |
| ۲    | بلژیک        | ۱      | ۱     |
| ۲    | پرتغال       | ۱      | ۱     |
| ۲    | فرانسه       | ۱      | ۱     |
| ۲    | بایرن مونیخ  | ۱      | ۱     |
| ۲    | ایتالیا      | ۱      | ۱     |
| ۲    | منچستر سیتی  | ۱      | ۱     |
| ۲    | بایر لورکوزن | ۱      | ۱     |

## جایزه بهترین باشگاه سال
- ۲۰۱۰ – اهدا نشد
- ۲۰۱۱ –  بارسلونا
- ۲۰۱۲ –  اتلتیکو مادرید
- ۲۰۱۳ –  بایرن مونیخ
- ۲۰۱۴ –  رئال مادرید
- ۲۰۱۵ –  بارسلونا (۲)
- ۲۰۱۶ –  رئال مادرید (۲)
- ۲۰۱۷ –  رئال مادرید (۳)
- ۲۰۱۸ –  اتلتیکو مادرید (۲)
- ۲۰۱۹ –  لیورپول
- ۲۰۲۰ –  بایرن مونیخ (۲)
- ۲۰۲۱ –  چلسی
- ۲۰۲۲ –  رئال مادرید (۴)
- ۲۰۲۳ –  منچستر سیتی
- ۲۰۲۴ (اروپا) –  منچستر سیتی (۲)
- ۲۰۲۴ –  رئال مادرید (۵)

### برندگان بر پایهٔ باشگاه
| رتبه | باشگاه         | بردها |
| ---- | -------------- | ----- |
| ۱    | رئال مادرید    | ۵     |
| ۲    | بارسلونا       | ۲     |
| ۲    | بایرن مونیخ    | ۲     |
| ۲    | اتلتیکو مادرید | ۲     |
| ۲    | منچستر سیتی    | ۲     |
| ۳    | لیورپول        | ۱     |
| ۳    | چلسی           | ۱     |

### برندگان بر پایهٔ کشور
| رتبه | کشور     | باشگاه‌ها | بردها |
| ---- | -------- | -------- | ----- |
| ۱    | اسپانیا  | ۳        | ۹     |
| ۲    | انگلستان | ۳        | ۴     |
| ۳    | آلمان    | ۱        | ۲     |

## جایزه بهترین دروازه‌بان سال
- ۲۰۱۰ – اهدا نشد
- ۲۰۱۱ – اهدا نشد
- ۲۰۱۲ – اهدا نشد
- ۲۰۱۳ – اهدا نشد
- ۲۰۱۴ – اهدا نشد
- ۲۰۱۵ – اهدا نشد
- ۲۰۱۶ – اهدا نشد
- ۲۰۱۷ – اهدا نشد
- ۲۰۱۸ –  الیسون (رم/لیورپول)
- ۲۰۱۹ –  الیسون (لیورپول) (۲)
- ۲۰۲۰ – اهدا نشد
- ۲۰۲۱ –  جانلوئیجی دوناروما (میلان/پاری سن ژرمن)
- ۲۰۲۲ – اهدا نشد
- ۲۰۲۳ –  ادرسون (منچستر سیتی)
- ۲۰۲۴ (اروپا) – اهدا نشد
- ۲۰۲۴ – اهدا نشد

### برندگان بر پایهٔ دروازه‌بان
| رتبه | دروازه‌بان          | بردها |
| ---- | ------------------ | ----- |
| ۱    | الیسون             | ۲     |
| ۲    | جانلوئیجی دوناروما | ۱     |
| ۲    | ادرسون             | ۱     |

### برندگان بر پایهٔ کشور
| رتبه | کشور    | دروازه‌بانان | بردها |
| ---- | ------- | ----------- | ----- |
| ۱    | برزیل   | ۲           | ۳     |
| ۲    | ایتالیا | ۱           | ۱     |

### برندگان بر پایهٔ باشگاه
| رتبه | باشگاه       | دروازه‌بانان | بردها |
| ---- | ------------ | ----------- | ----- |
| ۱    | لیورپول      | ۱           | ۲     |
| ۲    | رم           | ۱           | ۱     |
| ۲    | میلان        | ۱           | ۱     |
| ۲    | پاری سن ژرمن | ۱           | ۱     |
| ۲    | منچستر سیتی  | ۱           | ۱     |

## جایزه بهترین بازیکن زن سال
- ۲۰۱۰ – اهدا نشد
- ۲۰۱۱ – اهدا نشد
- ۲۰۱۲ – اهدا نشد
- ۲۰۱۳ – اهدا نشد
- ۲۰۱۴ – اهدا نشد
- ۲۰۱۵ – اهدا نشد
- ۲۰۱۶ – اهدا نشد
- ۲۰۱۷ – اهدا نشد
- ۲۰۱۸ – اهدا نشد
- ۲۰۱۹ –  لوسی برنز (لیون)
- ۲۰۲۰ – اهدا نشد
- ۲۰۲۱ –  الکسیا پوتیاس (بارسلونا)
- ۲۰۲۲ –  الکسیا پوتیاس (بارسلونا) (۲)
- ۲۰۲۳ –  آیتانا بونماتی (بارسلونا)
- ۲۰۲۴ (اروپا) – اهدا نشد
- ۲۰۲۴ –  آیتانا بونماتی (بارسلونا) (۲)

### برندگان بر پایهٔ بازیکن
| رتبه | بازیکن         | بردها |
| ---- | -------------- | ----- |
| ۱    | الکسیا پوتیاس  | ۲     |
| ۱    | آیتانا بونماتی | ۲     |
| ۲    | لوسی برنز      | ۱     |

### برندگان بر پایهٔ کشور
| رتبه | کشور     | بازیکنان | بردها |
| ---- | -------- | -------- | ----- |
| ۱    | اسپانیا  | ۲        | ۴     |
| ۲    | انگلستان | ۱        | ۱     |

### برندگان بر پایهٔ باشگاه
| رتبه | باشگاه   | بازیکنان | بردها |
| ---- | -------- | -------- | ----- |
| ۱    | بارسلونا | ۲        | ۴     |
| ۲    | لیون     | ۱        | ۱     |

## جایزه بهترین داور سال
- ۲۰۱۰ – اهدا نشد
- ۲۰۱۱ – اهدا نشد
- ۲۰۱۲ – اهدا نشد
- ۲۰۱۳ – اهدا نشد
- ۲۰۱۴ –  نیکولا ریتزولی
- ۲۰۱۵ –  روشن ایرماتوف
- ۲۰۱۶ –  مارک کلاتنبورگ
- ۲۰۱۷ –  فلیکس بریچ
- ۲۰۱۸ – اهدا نشد
- ۲۰۱۹ –  استفانی فراپارت
- ۲۰۲۰ – اهدا نشد
- ۲۰۲۱ – اهدا نشد
- ۲۰۲۲ – اهدا نشد
- ۲۰۲۳ – اهدا نشد
- ۲۰۲۴ (اروپا) – اهدا نشد
- ۲۰۲۴ – اهدا نشد

### برندگان بر پایهٔ داور
| رتبه | داور            | بردها |
| ---- | --------------- | ----- |
| ۱    | نیکولا ریتزولی  | ۱     |
| ۱    | روشن ایرماتوف   | ۱     |
| ۱    | مارک کلاتنبورگ  | ۱     |
| ۱    | فلیکس بریچ      | ۱     |
| ۱    | استفانی فراپارت | ۱     |

### برندگان بر پایهٔ کشور
| رتبه | کشور     | داوران | بردها |
| ---- | -------- | ------ | ----- |
| ۱    | ایتالیا  | ۱      | ۱     |
| ۱    | ازبکستان | ۱      | ۱     |
| ۱    | انگلستان | ۱      | ۱     |
| ۱    | آلمان    | ۱      | ۱     |
| ۱    | فرانسه   | ۱      | ۱     |

## جایزه بهترین نماینده سال
- ۲۰۱۰ –  خورخه مندس
- ۲۰۱۱ –  خورخه مندس (۲)
- ۲۰۱۲ –  خورخه مندس (۳)
- ۲۰۱۳ –  خورخه مندس (۴)
- ۲۰۱۴ –  خورخه مندس (۵)
- ۲۰۱۵ –  خورخه مندس (۶)
- ۲۰۱۶ –  مینو رایولا
- ۲۰۱۷ –  خورخه مندس (۷)
- ۲۰۱۸ –  خورخه مندس (۸)
- ۲۰۱۹ –  خورخه مندس (۹)
- ۲۰۲۰ – اهدا نشد
- ۲۰۲۱ –  فدریکو پاستورلو
- ۲۰۲۲ –  خورخه مندس (۱۰)
- ۲۰۲۳ –  خورخه مندس (۱۱)
- ۲۰۲۴ (اروپا) – اهدا نشد
- ۲۰۲۴ –  خورخه مندس (۱۲)

### برندگان بر پایهٔ نماینده
| رتبه | نماینده         | بردها |
| ---- | --------------- | ----- |
| ۱    | خورخه مندس      | ۱۲    |
| ۲    | مینو رایولا     | ۱     |
| ۲    | فدریکو پاستورلو | ۱     |

### برندگان بر پایهٔ کشور
| رتبه | کشور    | نمایندگان | بردها |
| ---- | ------- | --------- | ----- |
| ۱    | پرتغال  | ۱         | ۱۲    |
| ۲    | ایتالیا | ۲         | ۲     |

## جایزه بهترین آکادمی سال
- ۲۰۱۰ – اهدا نشد
- ۲۰۱۱ – اهدا نشد
- ۲۰۱۲ – اهدا نشد
- ۲۰۱۳ – اهدا نشد
- ۲۰۱۴ – اهدا نشد
- ۲۰۱۵ –  بنفیکا
- ۲۰۱۶ – اهدا نشد
- ۲۰۱۷ – اهدا نشد
- ۲۰۱۸ – اهدا نشد
- ۲۰۱۹ –  آژاکس و  بنفیکا (۲)
- ۲۰۲۰ – اهدا نشد
- ۲۰۲۱ – اهدا نشد
- ۲۰۲۲ – اهدا نشد
- ۲۰۲۳ – اهدا نشد
- ۲۰۲۴ (اروپا) – اهدا نشد
- ۲۰۲۴ – اهدا نشد

### برندگان بر پایهٔ آکادمی
| رتبه | آکادمی | بردها |
| ---- | ------ | ----- |
| ۱    | بنفیکا | ۲     |
| ۲    | آژاکس  | ۱     |

### برندگان بر پایهٔ کشور
| رتبه | کشور   | آکادمی‌ها | بردها |
| ---- | ------ | -------- | ----- |
| ۱    | پرتغال | ۱        | ۲     |
| ۲    | هلند   | ۱        | ۱     |

## جایزه بهترین بازیکن غیرمنتظره سال
- ۲۰۱۰ – اهدا نشد
- ۲۰۱۱ – اهدا نشد
- ۲۰۱۲ – اهدا نشد
- ۲۰۱۳ – اهدا نشد
- ۲۰۱۴ –  خامس رودریگز (رئال مادرید)
- ۲۰۱۵ – اهدا نشد
- ۲۰۱۶ – اهدا نشد
- ۲۰۱۷ – اهدا نشد
- ۲۰۱۸ – اهدا نشد
- ۲۰۱۹ –  ژوآو فلیکس (بنفیکا/اتلتیکو مادرید)
- ۲۰۲۰ – اهدا نشد
- ۲۰۲۱ – اهدا نشد
- ۲۰۲۲ – اهدا نشد
- ۲۰۲۳ – اهدا نشد
- ۲۰۲۴ (اروپا) – اهدا نشد
- ۲۰۲۴ – اهدا نشد

### برندگان بر پایهٔ بازیکن
| رتبه | بازیکن       | بردها |
| ---- | ------------ | ----- |
| ۱    | خامس رودریگز | ۱     |
| ۱    | ژوآو فلیکس   | ۱     |

### برندگان بر پایهٔ کشور
| رتبه | کشور   | بازیکنان | بردها |
| ---- | ------ | -------- | ----- |
| ۱    | کلمبیا | ۱        | ۱     |
| ۱    | پرتغال | ۱        | ۱     |

### برندگان بر پایهٔ باشگاه
| رتبه | باشگاه         | بازیکنان | بردها |
| ---- | -------------- | -------- | ----- |
| ۱    | رئال مادرید    | ۱        | ۱     |
| ۱    | بنفیکا         | ۱        | ۱     |
| ۱    | اتلتیکو مادرید | ۱        | ۱     |